# ガニメデ (衛星)
ガニメデ (Jupiter III Ganymede) は、木星の第3衛星である。太陽系に存在する衛星の中で半径、質量ともに最大であり、半径は太陽系内の全ての天体の中で9番目に大きい。直径は 5,268 km であり、惑星である水星よりも 8% 大きいが、質量は水星の 45% にとどまる。金属の核を持ち、太陽系内の固体天体としては最も低い規格化した慣性モーメントを持ち、磁場を持つことが知られている唯一の衛星である。木星の衛星全体の中では木星から7番目に近い衛星であり、ガリレオ衛星の中では3番目である。他のガリレオ衛星と共に、地球以外の天体を公転していることが発見された初めての天体である。ガニメデはおよそ7日かけて木星を公転し、エウロパとイオと 1:2:4 の軌道共鳴を起こしている。比較的明るい衛星で、双眼鏡でも観望が可能である。
ガニメデはケイ酸塩岩石と水の氷がほぼ半々の組成からなっている。鉄が豊富な液体の核を持った、完全に分化した天体であり、地球の海よりも多くの水を保持している可能性がある内部海を持っている。表面は主に2種類の地形が見られる。暗い領域（Dark Terrain）は衝突クレーターで飽和している40億年前に形成されたと考えられている地形で、ガニメデ表面の3分の1を覆っている。明るい領域（Bright Terrain）はクレーターがほとんどなく、広範に広がる溝や尾根が多数横切っており、少しだけ年齢が若いだけであり、残りの3分の2の領域を覆っている。この2種類の領域はそれぞれ一塊にまとまっているわけではなく、互いに分散している。ガニメデ表面の溝状地形はファロウ（Furrow）と呼ばれ、画像解析により同心円状であることが判明しており、半径約150kmの小惑星が衝突して形成された、太陽系内で最大規模となる最大半径7800kmのクレーター（多重クレーター）であると推測されている。
明るい領域における破壊されたような地質の原因は明らかになっていないが、潮汐加熱による地殻の活動（テクトニクス）の結果である可能性がある。
ガニメデの磁場はおそらくは液体である鉄の核での対流によって生み出されている。この弱い磁場はずっと大きな木星の磁場の中に埋まってしまっており、磁力線の局所的な摂動としてのみ現れる。ガニメデは薄い酸素大気を持ち、成分として酸素原子 (O)、酸素分子 (O2)、そしておそらくオゾン (O3) を含む。ガニメデが大気に付随して電離圏を持つかどうかは分かっていない。
ガニメデの発見はガリレオ・ガリレイの功績とされており、ガリレオは1610年1月7日に初めてガニメデを観測した。ガニメデの名前は、ギリシア神話でオリュンポス十二神の給仕としてゼウス（ローマ神話ではユーピテル）に近侍する美少年、ガニュメーデースのラテン語形ガニメデに因んで命名された。この名称はガリレオとほぼ同時期に独立してガニメデを発見した天文学者シモン・マリウスによって提案されたものである。パイオニア10号に始まり、これまでに複数の宇宙探査機がガニメデを探査している。ボイジャー計画のボイジャー1号とボイジャー2号による観測ではガニメデのサイズが正確に測定され、ガリレオ探査機では地下の海と磁場の存在が発見された。次の木星系への探査は欧州宇宙機関によるJUICEがあり、2023年4月14日に打ち上げられた。JUICEはガリレオ衛星のうちイオ以外の3つの氷衛星全てをフライバイした後、ガニメデの周回軌道へ投入される計画で、2035年にガニメデに衝突して運用を終了する予定となっている。

## 発見

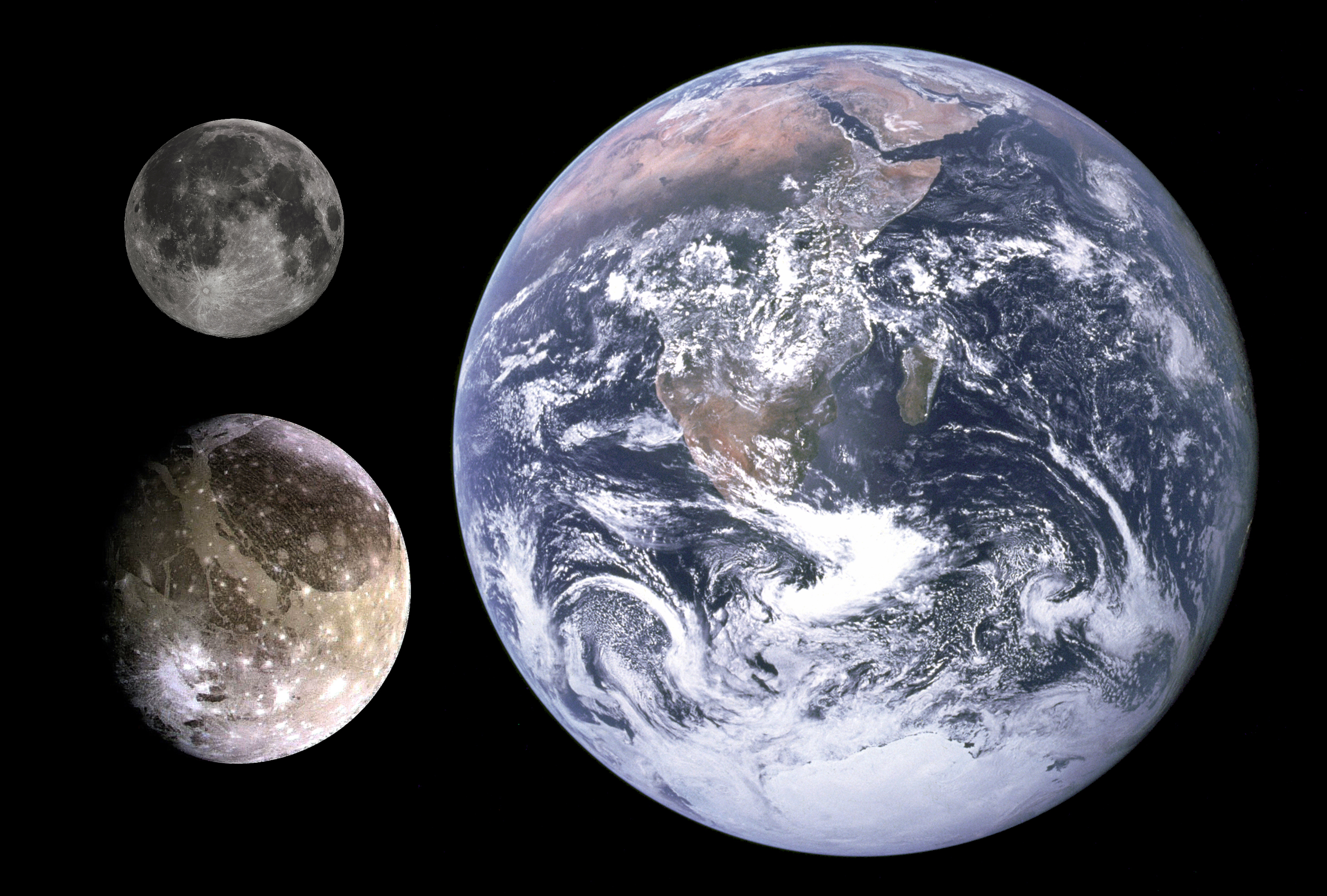
地球、月とガニメデの大きさの比較。

中国の天文学の記録では、紀元前365年に中国の甘徳によって、おそらくはガニメデだと思われる木星の衛星を肉眼で検出したとの報告がある。甘徳はこの天体を赤っぽい色だと報告したが、赤色の光の波長ではガニメデは肉眼で観測するには暗すぎるため、この発見報告には謎が残されている。甘徳は石申と共に、主要な5惑星の非常に正確な観測を行っている。
現存する記録では唐代にまとめられた『開元占経』にこれを引用したものがあり「木星のすぐそばに小さな赤色星あり、同盟なり」とした記述となっており「同盟」というのが木星と同じシステムに属する（と観測者が考えていた）意味ではないかとされる。
1610年1月7日、ガリレオ・ガリレイは望遠鏡を用いた観測で木星の付近にある複数の天体を観測した。ガリレオは当初3つの天体だと考え、これらはガニメデとカリスト、そしてイオとエウロパからの光が合わさったものであった。翌日の夜の観測でガリレオはこれらの光点が動いているのを発見した。1月13日の観測では初めて4つを同時に観測することに成功したが、この日より前にそれぞれの衛星を少なくとも一度観測している。1月15日までに、ガリレオはこれらの天体は実際に木星を公転している天体だという結論に達した。
1614年にシモン・マリウスが出版した『Mundus Jovialis』の中で、マリウスはガリレオの発見より1週間前の1609年にイオとその他のガリレオ衛星を発見したと主張した。ガリレオはこの主張を疑い、マリウスのこの著作は盗作であるとして退けた。マリウスの観測記録はユリウス暦の1609年12月29日から始まっており、これはガリレオが用いていたグレゴリオ暦では1610年1月8日にあたる。ガリレオがマリウスより先に発見を発表していることから、ガリレオが発見者として記録されている。

## 命名
ガリレオはこれらの衛星への命名権を主張し、他のガリレオ衛星と合わせ、メディチ家のコジモ2世に敬意を表して "Cosmica Sidera"（コジモの星々）と名付け、後に "Medicea Sidera" (メディチ家の星々) という名前に落ち着いた。フランスの天文学者ニコラ＝クロード・ファブリ・ド・ペーレスクはこれらの衛星にメディチ家にちなんで個別の名前を提案したが、彼の提案は採用されなかった。ガリレオと発見を争ったマリウスは、これら4つの衛星に「木星の土星」(カリスト)、「木星の木星」(ガニメデ)、「木星の金星」(エウロパ)、「木星の水星」(イオ) と命名しようとしたが定着しなかった。ヨハネス・ケプラーの助言を受け、マリウスはガニメデなどの現在定着している名称を改めて提案した。ガニメデの名前は、ギリシア神話でオリュンポス十二神の給仕としてゼウス（ローマ神話ではユーピテル）に近侍する美少年、ガニュメーデースのラテン語形ガニメデに因んでいる。
マリウスが提案したこれらの名称は長い間にわたって顧みられることはなく、20世紀中盤までは一般的ではなかった。初期の天文学の文献ではもっぱら、ガリレオが導入した記法であるローマ数字を用いた名前である Jupiter III や、「木星の三番目の衛星」という名前で言及された。土星の衛星が発見された後になって、ケプラーとマリウスによる名称が木星の衛星に対して使われるようになった。ガニメデは、ガリレオ衛星の中では唯一男性の人物名が付けられた天体であり、イオ、エウロパ、カリストは全てゼウスの愛人の名前が付けられている。
なお小惑星にも同じ由来を持つガニメドがあるが、こちらはドイツ語形であり綴りが異なる (Ganymed)。
ガニメデにあるクレーターは、ギリシア神話および中近東各地の神話から名付けられている。

## 軌道と自転

ガニメデ、エウロパ、イオのラプラス共鳴の様子。

ガニメデは木星から 1,070,400 km の距離を公転しており、ガリレオ衛星の中では内側から3番目である。公転周期はおよそ7日と3時間である。ガニメデは潮汐固定されており、自転周期と公転周期が同じで、同じ面を常に木星に向けている。そのためガニメデにおける一日は、7日と3時間に相当する。軌道はごくわずかな軌道離心率と軌道傾斜角を持っており、太陽やその他の惑星からの重力の摂動によって、軌道離心率と軌道傾斜角は数百年の時間スケールで準周期的な変動を起こしている。軌道離心率と軌道傾斜角の変動の範囲は、それぞれ 0.0009〜0.0022、0.05〜0.32° である。この軌道要素の変動のため、ガニメデの赤道傾斜角（ガニメデの自転軸と公転軸の成す角度）は 0〜0.33° の間を変化する。
ガニメデはエウロパとイオと軌道共鳴を起こしている。ガニメデが自身の軌道を一周する間にエウロパは軌道を二周、イオは四周する。イオとエウロパの合 (木星から見て同じ方向に2つの衛星が並ぶこと) は、常にイオが近点、エウロパが遠点にいる時に発生する。エウロパとガニメデの合も、エウロパが近点にいる時に発生する。イオとエウロパの合の経度とエウロパとガニメデの合の経度は同じ割合で変化し、そのために三重の合は発生しない。すなわち、イオとエウロパとガニメデの3つが木星から見て同じ方向に並ぶことは決して無い。このような複雑な軌道共鳴はラプラス共鳴と呼ばれる。

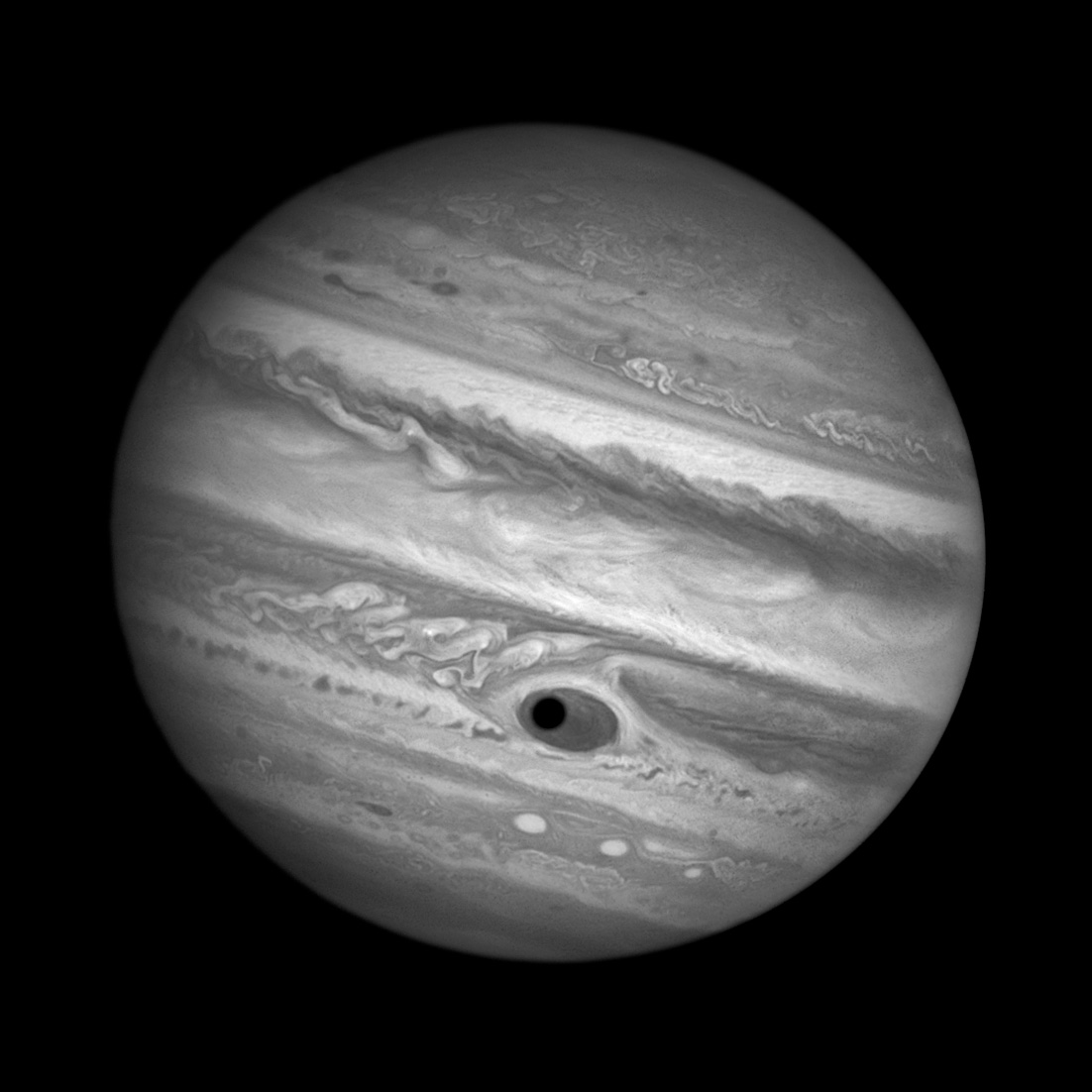
木星の大赤斑とガニメデの影

現在のラプラス共鳴では、ガニメデの軌道離心率は高い値に上昇することが出来ない。そのため現在の軌道離心率である0.0013という値は、過去に軌道離心率の上昇が可能だった時期の名残である可能性がある。ガニメデの軌道離心率には謎が残されている。現在軌道離心率を上昇させることが出来ないのであれば、ガニメデ内部での潮汐散逸によってはるか昔に軌道離心率は減衰してしまっているはずである。このことは、過去の軌道離心率の励起が起きたのはわずか数百万年前であるということを意味する。ガニメデの軌道離心率は比較的低く、平均では 0.0015 であるため、現在の潮汐加熱は無視できる程度である。しかし過去にはガニメデは1回以上のラプラス的共鳴を経験したと考えられ、それにより軌道離心率を最大で 0.01〜0.02 にまで上昇させられた可能性がある。これはガニメデ内部に大きな潮汐加熱をもたらしたであろうと考えられる。表面に見られる溝の多い地形は、1回もしくは複数回の内部の加熱が発生した結果であるかもしれない。
イオ、エウロパ、ガニメデのラプラス共鳴の起源については2つの仮説がある。共鳴は始原的なもので太陽系の始まりから存在しているというものと、太陽系の形成後にラプラス共鳴の状態へと進化したというものである。後者のシナリオとしては以下のようなものが考えられている。イオに木星からの潮汐力がはたらき、運動量保存のためにイオの軌道は遠ざかる。この移動はイオがエウロパと 2:1 の共鳴を起こす軌道に到達するまで継続する。その後も軌道の拡大は継続するが、潮汐力によってイオに与えられる角運動量は 2:1 の軌道共鳴を介してエウロパにも輸送され、共鳴状態を維持したままエウロパの軌道も共に拡大する。その後エウロパがガニメデと 2:1 の軌道共鳴を起こす位置にまで到達する。その後各衛星の合を起こす経度の変化が同期するようになり、ラプラス共鳴に捕獲される。

## 物理的特性

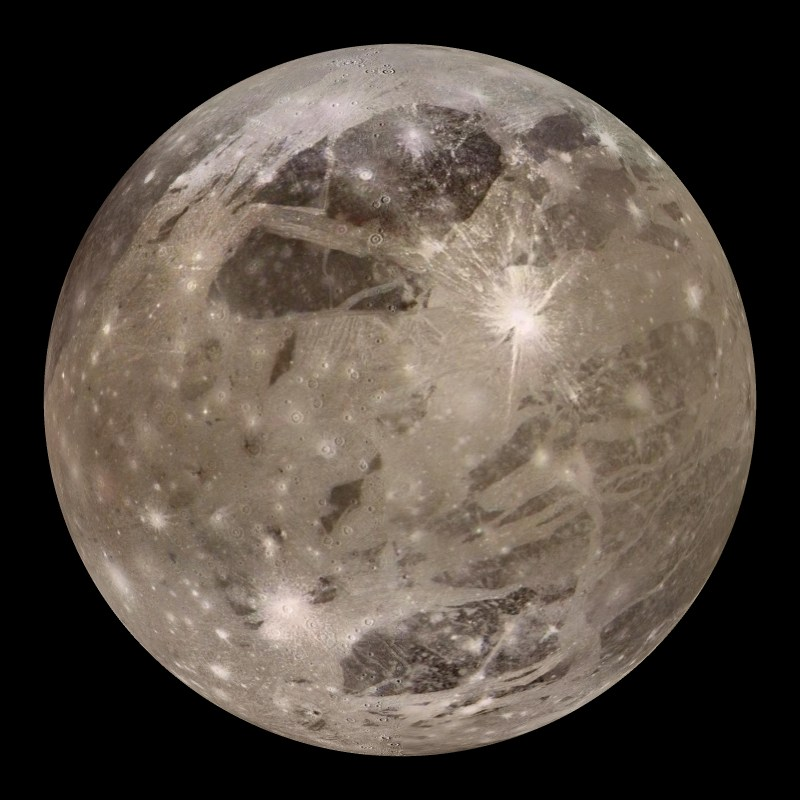
西経45度を中心にしたガニメデの画像。上部の暗い領域がパーライン地域 (Perrine Regio)、下の暗い領域がニコルソン地域 (Nicholson Regio) である。右上のクレーターは Tros、左下が Cisti である。

### 大きさ
ガニメデは太陽系内の衛星の中で最も大きく、最も重い。直径は 5,268 km で地球の0.41倍、火星の0.77倍、2番目に大きい土星の衛星タイタンの1.02倍、水星の1.08倍である。またカリストの1.09倍、イオの1.51倍であり、地球の衛星である月の1.51倍である。質量はタイタンより10%、カリストより38%、イオより66%重く、月の2.02倍である。

### 組成
ガニメデの平均密度は 1.936 g/cm3 であり、岩石成分と水の氷がおおよそ半々含まれる組成であることを示唆している。全質量に対する氷の割合は 46〜50% であり、カリストよりわずかに低い。またアンモニアなどの別の揮発性物質の氷も存在していると考えられる。ガニメデの岩石の実際の組成は明らかになっていないものの、L型とLL型の普通コンドライトの組成に近いと予想されている。これらのコンドライトはH型普通コンドライトと比べて全体の鉄の含有量が少なく、酸化鉄が多いという特徴を持つ。鉄とケイ素の質量比はガニメデでは 1.05〜1.27 だが、太陽の値はおよそ1.8である。

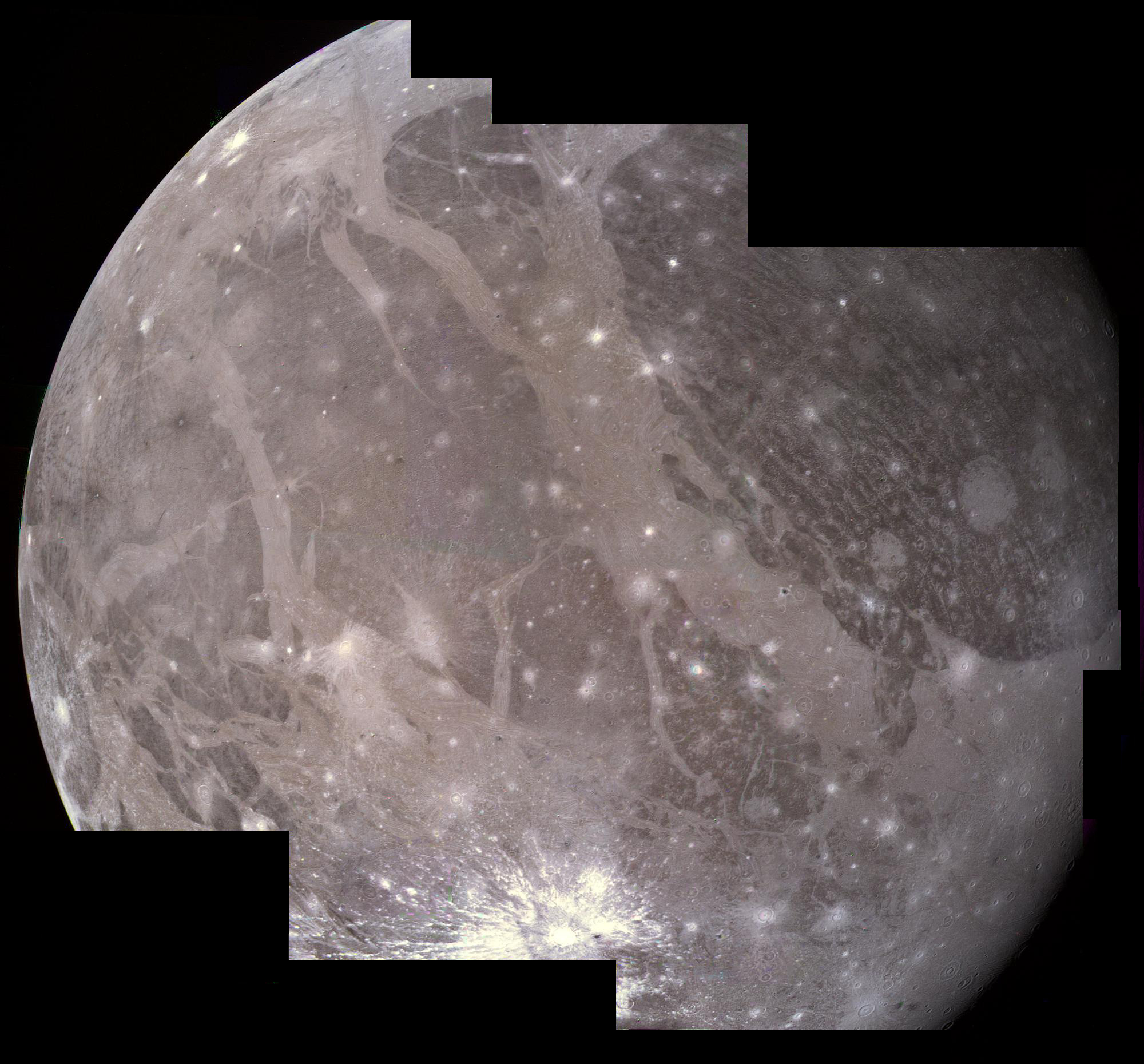
ボイジャー2号が撮影した木星の反対側を向いている半球の画像。ウルク溝 (Uruk Sulcus) が暗い領域であるガリレオ地域 (Galileo Regio、右) とマリウス地域 (Marius Regio、中央左) を分割しているのが分かる。下部にある最近のクレーター Osiris からの明るい光条は放出された氷である。

### 表面の特徴
ガニメデの表面のアルベドはおよそ 43% である。水氷は表面に普遍的に存在し、表面における水氷の質量比は 50〜90% を占めると推定され、ガニメデ全体に占める氷の割合よりも遥かに多い。近赤外線の分光観測では 1.04、1.25、1.5、2.0、3.0 µm の波長における強い水氷による吸収の存在が明らかになっている。溝の多い領域は比較的明るく、暗い領域よりも氷の含有量が多い。探査機ガリレオと地上観測で得られた高分散の近赤外線と紫外線でのスペクトルでは、水以外の様々な物質が検出されている。検出が報告されているのは、二酸化炭素、二酸化硫黄であり、またジシアン、硫酸水素塩や様々な有機化合物と思われる特徴も報告されている。ガリレオの観測結果からはさらに硫酸マグネシウム (MgSO4) と、おそらくは硫酸ナトリウム (Na2SO4) もガニメデ表面から検出されている。これらの塩化物は内部海に起源を持つ可能性がある。
ガニメデの表面アルベドは非常に非対称的である。先行半球は後行半球よりも明るいという特徴を持つ。これはエウロパとは似た特徴であるが、カリストとは逆の特徴である。ガニメデの後行半球は二酸化硫黄が豊富に存在しているように思われる。二酸化炭素の分布には各半球での非対称性は見られないものの、両極付近では観測されていない。ガニメデ表面の衝突クレーターは1つを除いて二酸化炭素が多い特徴は示さず、これもカリストに見られるクレーターとは異なる特徴である。ガニメデの二酸化炭素ガスはおそらく過去に枯渇してしまったのだろうと考えられる。

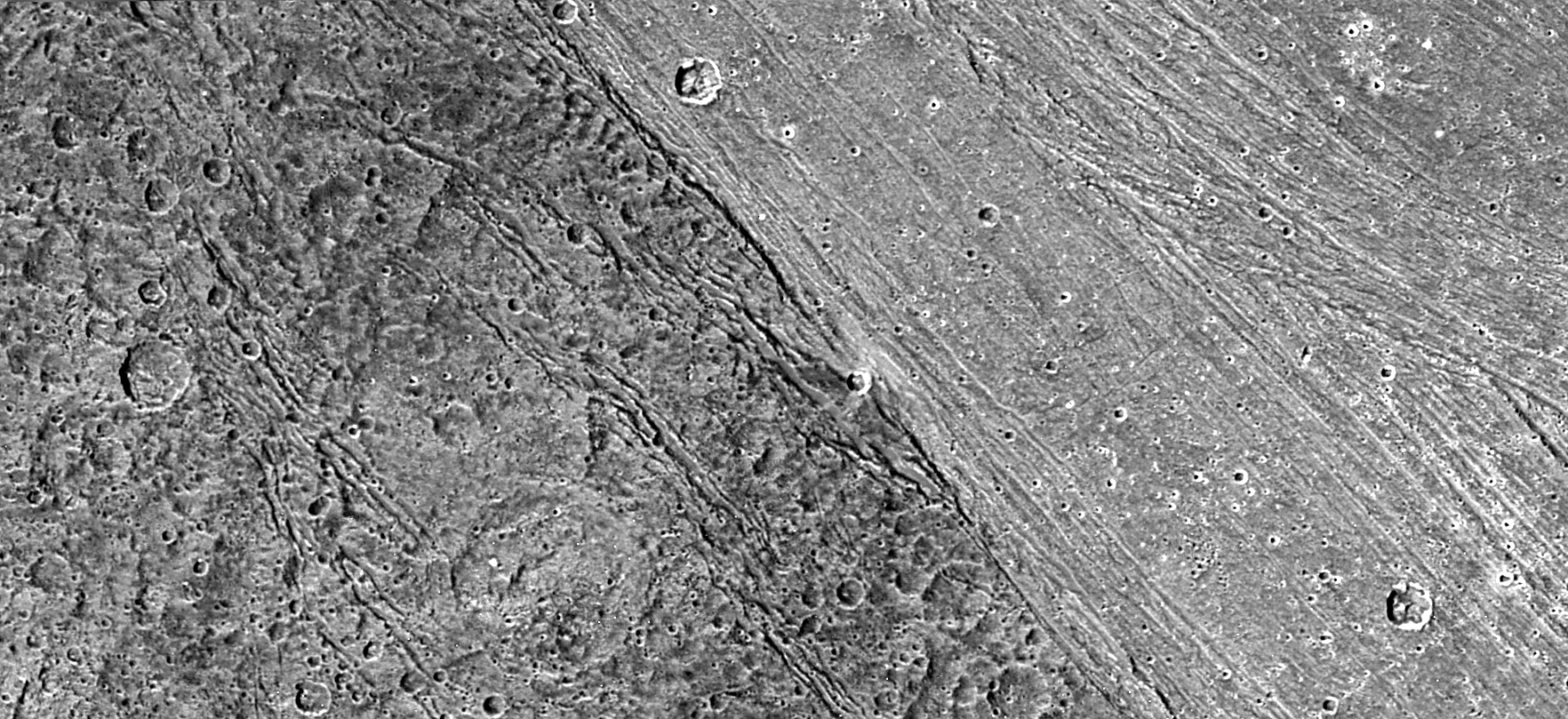
古い暗い地形であるニコルソン地域と、微細な筋が走る明るいハルパギア溝 (Harpagia Sulcus) が明瞭な境界で区切られているのが分かる。

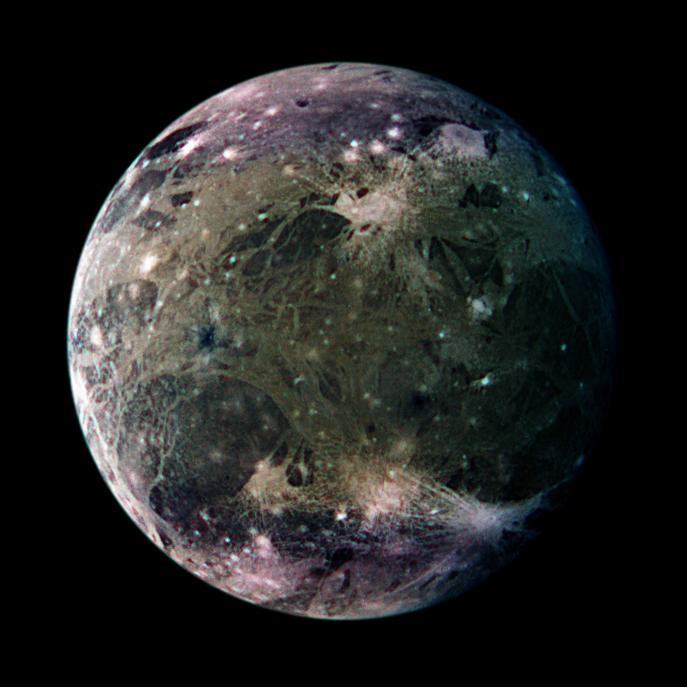
ガリレオが撮影したガニメデの後行半球の色を強調した画像。右下に Tashmetum クレーターの明るい光条があり、右上には Hershef の大きな放出物の領域がある。暗いニコルソン地域の一部が左下に見え、その右上がハルパギア溝によって区切られている。

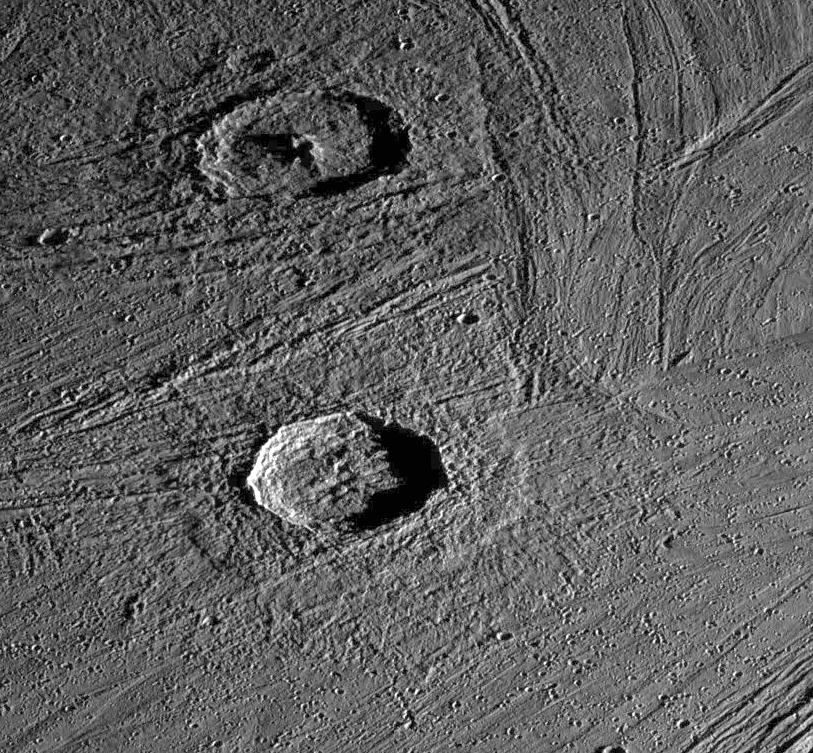
Gula クレーターと Achelous クレーター(下)。「台座クレーター (pedestal crater)」と「ランパートクレーター (rampart crater)」と呼ばれる種類のクレーターである。

ガニメデの表面は2種類の地形が混じり合っている。非常に古くクレーターが多い暗い領域、そして幾分か若く（とは言え依然として古い）広範に広がる溝と尾根が刻み込まれた明るい領域である。暗い地形は衛星表面のおよそ3分の1を覆っており、粘土と有機物を含んでいる。これは木星の衛星が集積した時の衝突天体の組成を示唆している可能性がある。
ガニメデの表面に見られる溝の多い地形を形成するためには何らかの加熱メカニズムが必要だが、これは惑星科学における未解決問題の一つである。現在の見方では、これらの特徴はテクトニクスに起源を持つとされている。氷火山は、あったとしても限定的な影響しか及ぼさないだろうと考えられる。地殻の活動を引き起こすためにはガニメデの氷のリソスフェアに強い応力が働く必要があるが、これをもたらした力は過去に発生した潮汐加熱と関係している可能性があり、おそらく衛星が不安定な軌道共鳴を通過した際に発生したと考えられる。氷の潮汐変形は氷を加熱してリソスフェアを引っ張った可能性があり、これによってひび割れが発達し地塁と地溝が形成される。その結果表面の 70% 近くの古く暗い地形が消失した。溝の多い地形の形成もガニメデ内部での初期の核形成とその後の潮汐加熱に関係している可能性がある。これらの過程では氷の相転移や熱膨張に伴ってガニメデの大きさが 1〜6% 膨張した。その後に核から表面へ向かう深く高温の水のプルームによってリソスフェアの地殻変動が引き起こされた。放射性物質の崩壊による加熱は現在における最も重要な加熱源であり、例えば内部海の深さに関与している。研究モデルによると、もし現在のガニメデの軌道離心率が一桁大きかった場合（過去はその程度の軌道離心率があった）、潮汐加熱は放射性物質の崩壊熱を上回り、より重要な熱源になるということが分かっている。
クレーターはどちらの種類の地形にも見られるが、暗い地形の方が特に多い。暗い地形の衝突クレーター密度は飽和しており、主に天体衝突現象によって表面が進化している。明るい溝の多い地形はクレーター地形は遥かに少なく、地殻変動に伴う表面の進化に対して衝突現象が果たす役割は小さい。クレーター密度から、暗い地形の年齢は40億歳程度と推定されており、これは月の高原地帯と似た年齢である。溝の多い地形はそれよりもいくらか若いが、どの程度若いのかは分かっていない。ガニメデは月と同じく35億年〜40億年前に非常に多くの天体衝突が起きた時期を経験していると考えられる。これが本当であれば、天体衝突の大部分はその時期に発生し、それ以降はクレーター形成率はずっと小さかったと考えられる。クレーターは溝の上に存在しているものもあれば溝によって区切られているものもあるため、いくつかの溝は非常に古い地形であることが示唆される。放出物の光条を持った比較的明るいクレーターも見られる。ガニメデのクレーターは、月や水星に見られるものよりも浅い形状をしている。これはガニメデの氷地殻は比較的脆弱な性質を持っており、物質が流動して起伏を慣らしている（あるいは慣らしていた） からだと考えられる。起伏が消滅してクレーターの痕跡しか残っていない太古のクレーターは、パリンプセストとして知られている。
ガニメデの特徴的な領域の一つは、ガリレオ地域 (Galileo Regio) と名付けられた暗い平原である。この地域は同心円状の溝やしわ状の模様を含んでおり、地質活動が活発な時期に形成されたものだと考えられている。
ガニメデは、水の霜で出来ていると思われる極冠を持つ。この霜は 40° の緯度にまで広がっている。これらの極冠はボイジャーの観測によって初めて明らかになった。極冠の形成メカニズムの仮説として、高緯度領域への水の移動と、プラズマによる氷への衝撃が挙げられている。ガリレオ探査機のデータは後者が正しいことを示唆している。ガニメデに磁場が存在するため、磁場に保護されていない極域はより強力な荷電粒子の衝撃を受ける。天体の表面に高速の粒子が衝突し、表面にあった粒子がエネルギーを与えられた結果として叩き出されて散逸する現象をスパッタリングと呼ぶ。このスパッタリングが水分子の再分配を促し、霜は極領域の中の局所的なより低温な領域へ移動する。
Anat と命名されたクレーターが、ガニメデの経度を測定するための参照点となっている。Anat は経度 128° と定義されている。0° は木星の方をまっすぐ向いた地点であり、特に記述がない限り経度の値は西に向かって増加する。

### 内部構造
ガニメデは完全に分化していると考えられており、硫化鉄と鉄からなる核、ケイ酸塩岩石のマントルと、水の氷および液体の水の外層からなっている。ガニメデ内部の各層の詳細な厚さは、ケイ酸塩の組成として何を仮定するか (カンラン石と輝石の割合)、核の中の硫黄の量によって変化する。ガニメデは 0.31 という太陽系の固体天体の中で最も低い規格化した慣性モーメントを持っている。これはこの天体が多くの水を持っていることと、内部が完全に分化していることの帰結である。

#### 内部海

ガニメデの内部構造の断面の予想図。各層は一定の縮尺で描かれている。

1970年代にNASAの科学者が初めて、氷の層の間に厚い海が存在する可能性を指摘した。彼らは、表面付近の氷の層と、岩石マントルの上の氷の層の間に、液体の海の層が存在していると考えた。1990年代にNASAの探査機ガリレオがガニメデをフライバイし、内部海が存在することを明らかにした。2014年に発表された解析では水と塩分の効果を含めた現実的な熱力学を考慮し、ガニメデは氷の結晶の異なる相によって分割された複数の海の層を持つ可能性が示唆された。このモデルの中では、最も下にある液体の水の層は岩石マントルに隣接しているとされた。水と岩石の接触は、生命の起源にとって重要な要素である可能性がある。この解析では、推定される海の深さは岩石の「海底」までおよそ 800 km と非常に深く、対流する断熱的な海の底の温度は、氷と水の境界層での温度よりも 40 K 高いと推定された。
2015年3月にはハッブル宇宙望遠鏡を用いた観測で、ガニメデの表面をオーロラがどう動くかを観測することによって内部海の存在が示唆された。大きな海水の海はガニメデの磁場に影響を及ぼし、その結果としてオーロラにも影響を及ぼす。ドイツ・ケルン大学の ヨアヒム・ザウアー のチームがガニメデを紫外線で観測したところ、オーロラの揺れが本来予測されるよりも小さいことがわかった。天体内部にある導電性の液体、おそらく塩水により二次的な磁場が発生し、これがオーロラの揺れを軽減していると考えられる。研究チームの推算によれば、厚さ 150 km のガニメデの表層の下に深さ 100 km の海があり、その水の量は地球の海よりも多いという。この観測から、ガニメデの海は太陽系の中でもっとも大規模なものであるという証拠が示唆された。
ガニメデの海での生命の居住可能性については、いくつかの推論がある。

#### 核
ガニメデの中心部には液体の鉄とニッケルが豊富な核が存在すると考えると、ガリレオ探査機によって検出されたガニメデの固有磁場の存在を自然に説明することができる。高い電気伝導率を持つ液体の鉄の対流は、磁場を生み出す最も合理的なモデルである。核の密度は 5.5〜6 g/cm3、ケイ酸塩岩石のマントルは 3.4〜3,6 g/cm3 である。この核の半径は最大で 500 km である。ガニメデの核の温度はおそらく 1500〜1700 K であり、圧力は最大で 10 GPaである。

## 大気

### 希薄な酸素大気
1972年、インドネシアのジャワ島とインドの Kavalur で働くインドとイギリスとアメリカ合衆国の天文学者のチームが、ガニメデと木星が恒星の手前を通過する掩蔽の最中に、ガニメデに薄い大気を検出したと主張した。彼らは表面気圧を 0.1 Pa と推定した。しかし1979年のボイジャー1号が木星をフライバイする際にケンタウルス座κ星を用いて行った掩蔽観測では異なる結果が得られた。掩蔽観測は波長が 200 nm よりも短い遠紫外線を用いて行われ、これは1972年に行われた可視光線での観測よりも気体の存在に対して遥かに感度の高い波長での観測であった。ボイジャーのデータでは、大気は存在しないことが明らかにされた。表面での粒子の数密度の上限値は 1.5×109 cm3 であることが見出され、これは気圧に直すと 2.5 µPa 未満であることに相当する。この値は1972年の推定値より5桁程度も小さい値である。

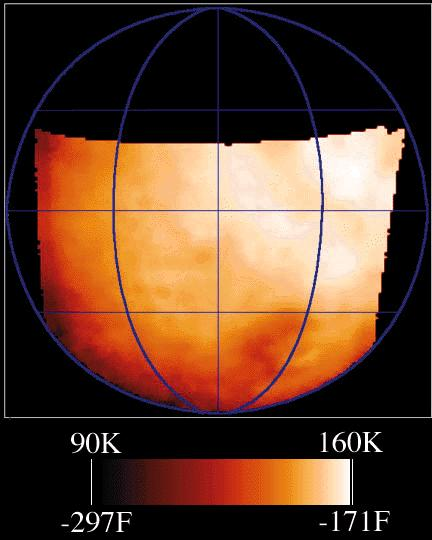
ガニメデの温度の疑似色マップ。

ボイジャーのデータでは否定的な結果が出ていたものの、1995年にハッブル宇宙望遠鏡（HST）を用いて行われた観測では、エウロパで発見されているものに非常に似た、希薄な酸素大気 (外気圏) の兆候が得られている。HST では 130.4 nm と 135.6 nm の波長の遠紫外線で、酸素原子による大気発光が観測された。このような大気発光は酸素分子が電子の衝突によって解離する際に発生し、酸素分子を主成分とする一定量の中性大気が存在する証拠と考えられる。表面での大気分子の数密度は (1.2-7)×108 cm-3 の範囲であると考えられ、これは圧力に直すと 0.2〜1.2 µPa に相当する。この値はボイジャーによって1981年に得られていた大気圧力の上限値と矛盾しない。この酸素は生命が存在する証拠ではない。ガニメデの表面にある氷に放射が当たることによって水素と酸素に解離し、水素は原子量が小さいため急速に失われてしまう。ガニメデで観測された大気発光は、エウロパで見られるような空間的に一様なものではなかった。HST では北半球と南半球にある2つの明るい斑点が観測され、緯度 ±50° の付近であった。これはガニメデの磁気圏の磁力線が宇宙空間に開いているか閉じているかの境界線がある緯度と一致する。明るい斑点はおそらくは極のオーロラであり、開いた磁力線に沿ってプラズマが降下したことによって引き起こされたと考えられる。
酸素大気の存在を示す別の証拠は、ガニメデ表面の氷に捕獲されたガスのスペクトルを検出することで得られている。1996年にはオゾン (O3) の特徴を示すスペクトルが検出されている。1997年には酸素分子の二量体もしくは二原子分子の吸収の特徴が分光データの解析から明らかにされている。このような吸収は、酸素が高密度な状態にいる場合にのみ見られる特徴である。最も有力な候補は、氷の中に捕獲された酸素分子である。二量体の吸収バンドの深さは緯度と経度に依存しており、一方で表面のアルベドにはあまり依存していない。ガニメデの緯度が高くなるにつれて吸収の深さは小さくなる傾向があり、これはオゾンが示すものとは反対の傾向である。実験室での研究では、酸素分子は固まったり泡になったりはしないものの、ガニメデの比較的温かい表面温度 (100 K、-173.15℃) では氷に溶解することが示されている。
エウロパで大気中のナトリウムが発見されて以降、ガニメデでもナトリウムの探査が行われたが、1997年の観測では何も発見されなかった。ガニメデの周囲でのナトリウムの存在量はエウロパよりも少なくとも13倍低い。これは表面のナトリウムの存在量が比較的欠乏しているか、ガニメデの磁気圏が高エネルギー粒子を防いでいるためだろうと考えられている。ガニメデの大気のその他の微量な構成要素は水素原子である。水素原子はガニメデの表面から最大 3,000 km 離れた場所でも観測されている。表面での水素原子の数密度は 1.5×104 cm-3 である。

### 電離圏
中性の大気が存在するということは、電離圏も存在するはずであるということを示唆している。これは、酸素分子は磁気圏からくる高エネルギーの電子との衝突や、太陽からの極端紫外線放射によって電離されるからである.。しかしガニメデの電離圏の性質は、その大気の性質と同様に議論を呼んでいる。ガリレオ探査機によるいくつかの測定ではガニメデ付近の電子密度の上昇が発見され、これは電離圏が存在することを示唆しているものの、他の観測では検出に失敗している。表面付近での電子密度の推定値は、文献によって 200〜2,500 cm-3 と開きがある。2008年の段階では、ガニメデの電離圏のパラメータはあまりよく分かっていない。

## 磁気圏
ガリレオ探査機は1995年から2000年までの間に6回の近接フライバイを行った (それぞれG1、G2、G7、G8、G28とG29と呼ばれている)。これらの接近観測では、ガニメデが木星の磁場とは独立した固有の磁気モーメントを持つことが明らかになった。磁気モーメントの値は 1.3×1013 T m3 であり、これは水星が持つ磁気モーメントの3倍である。磁気双極子はガニメデの自転軸に対して 176° 傾いており、これは木星の磁気モーメントに対して反対の方向を向いていることを意味する。北磁極はガニメデの軌道平面よりも下にある。この固有磁気モーメントによる双極子磁場の強さはガニメデの赤道で 719 ± 2 nT であり、ガニメデの軌道における木星の磁場強度はおよそ 120 nT である。ガニメデの赤道での磁場は木星の磁場の逆方向を向いているため、磁気リコネクションが発生しうることを意味している。両磁極における固有磁場の強度は赤道の2倍の 1,440 nT である。
固有磁気モーメントはガニメデの周囲の磁場を形作り、木星の磁気圏の中に埋め込まれた小さいガニメデの磁気圏を形成する。ガニメデはこのような特徴を持つことが知られている唯一の衛星である。磁気圏の直径はガニメデの半径の4〜5倍である。ガニメデの磁気圏は緯度 30° 以下の領域の閉じた磁力線の領域を持ち、この中では荷電粒子（電子とイオン）が閉じ込められており、一種の放射線帯を形成している。磁気圏内の主要なイオン粒子は一階電離の酸素（O+）であり、ガニメデに希薄な酸素大気が存在するという事実と合致する。緯度が 30° よりも高い両極域では磁力線は開いており、ガニメデを木星の磁気圏と繋げている。この領域では数十や数百 keV の電子とイオンが検出されており、ガニメデの極周辺で観測されているオーロラを引き起こしていると考えられる。さらに、重いイオンはガニメデの極域に継続的に降り注いでおり、その領域の氷のスパッタリングと暗色化を引き起こしている。
ガニメデの磁気圏と木星のプラズマの相互作用は、多くの点で太陽風と地球の磁気圏の相互作用と似ている。木星と共回転するプラズマはガニメデの磁気圏の後行半球側に影響を及ぼすが、これは太陽風が地球の磁気圏に影響を及ぼす様子と似ている。異なる点はプラズマの速度であり、地球に吹き付ける太陽風のプラズマは超音速であるのに対し、ガニメデの場合は亜音速である。亜音速であるため、ガニメデの後行半球側にはバウショックは形成されない。
ガニメデは固有の磁気モーメントの他に、誘導された双極子磁場も持っている。この磁場の存在はガニメデ周辺での木星磁場の変動と関係している。誘導された磁気モーメントは、惑星磁場の変動する部分の方向に沿って、木星の方向もしくは木星の反対方向を向く。この誘導された磁場は、ガニメデの固有磁場よりも一桁弱い。磁気赤道における誘導磁場の強度はおよそ 60 nT であり、周辺の木星磁場の半分程度である。ガニメデに誘導される磁場はカリストやエウロパに見られるものと似ており、ガニメデも高い電気伝導率を持った水の地下海を持っていることを示唆している。
ガニメデは完全に分化していて金属核を持っていることから、ガニメデの固有磁場もおそらくは地球の磁場と同じメカニズムで生み出されている。すなわち、天体内部での導電性物質の移動の結果として磁場が発生しているというものである。ガニメデ周辺で検出されている磁場は、もし磁場がダイナモや磁気対流によって生成されているとすると、核での組成対流によって引き起こされていると思われる。
鉄の核が存在するにも関わらず、特に類似した天体が磁気圏を持っていないことを考えると、ガニメデの磁気圏には謎が残されている。ある研究では、サイズが小さいことを考えると、核は流体運動が起きている場所まで十分に冷えてしまっているはずであり、従って磁場を維持することが出来ないことを示唆している。一つの説明は、ガニメデの表層を破壊した原因として提案されているものと同じ軌道共鳴によって、磁場も維持することが出来たというものである。この仮説では、過去の共鳴によってガニメデの軌道離心率が上昇してマントルでの潮汐加熱も上昇し、これによって核からの熱流が抑えられ、核を流体に保ち対流が継続したとされている。別の仮説は、現在の磁場はマントルのケイ酸塩岩石の残留磁化によるというというものである。これは、過去に衛星がより活発なダイナモ機構による磁場を持っていた場合に可能である。

## 起源と進化
ガニメデは木星の周りにあったガスと塵からなる周惑星円盤の中で集積して形成されたと考えられている。ガニメデの集積はおそらくは 10,000 年程度の時間がかかったと考えられ、カリストに対して推定されている 100,000 年程度という時間よりもずっと短い。木星の周りにあった円盤は、ガリレオ衛星が形成された段階では比較的ガスが枯渇していた (gas-starved) 可能性があり、これによりカリストの形成に必要な長い集積時間が実現されたと考えられる。対照的にガニメデは円盤の密度が大きい木星に近い領域で形成されたため、形成タイムスケールは短くなったと考えられる。この比較的短い集積時間のため集積時の熱があまり外部に逃げず、氷を融解させ分化を起こし、岩石と氷の分離が起きた。岩石は中心部へと沈降し、核を形成する。この点においてガニメデはカリストとは異なり、カリストはゆっくりとした集積の過程で集積熱を失ったために氷が溶けることが出来ず、分化を起こさなかったと考えられる。この形成仮説は、なぜガニメデとカリストは質量と組成が似ているにも関わらず異なる形態の天体になったのかを説明することができる。別の理論では、潮汐変形に基づいたガニメデでのより大きな内部加熱によって違いを説明し、また別の理論では後期重爆撃期の間の天体衝突による衝撃によって違いが生まれたとしている。後者の場合、理論モデルではガニメデでは分化は熱暴走的な過程で発生したが、カリストではそうではなかったことを示唆している。
形成後のガニメデの核は集積と分化の最中に蓄積された熱の大部分を保持し、それをゆっくりと氷マントルへ解放した。その後、マントルは対流によって熱を表面へ輸送した。岩石に含まれていた放射性物質の崩壊によって核はさらに暖められ、分化はさらに進んだ。結果として、内側には鉄と硫化鉄の核、ケイ酸塩岩石のマントルが形成された。こうしてガニメデは完全に分化した天体になった。ガニメデと比べると、分化していないカリストの放射性崩壊による加熱は氷の多い内部での対流を引き起こし、それによって効率的に冷却したため大規模な氷の溶融と急速な分化が妨げられた。カリスト内部での対流運動は氷と岩石を部分的に分離するにとどまった。現在では、ガニメデはゆっくりと冷え続けている。核とケイ酸塩マントルから解放される熱によって内部海が存在することができ、一方で鉄と硫化鉄の液体の核のゆっくりとした冷却は対流をおこして磁場の生成を支えている。現在のガニメデからの熱流量は、カリストからのものよりも高いと考えられる。

## 探査

### 完了したミッション

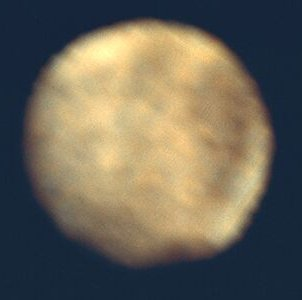
パイオニア10号が1973年に撮影したガニメデ

木星をフライバイしたり周回したりした複数の探査機によってガニメデの接近観測が行われた。1970年代には4回のフライバイが行われ、その後1990年代から2000年代にかけても複数の探査機が近くを通過した。
1973年にパイオニア10号、1974年にはパイオニア11号が木星に接近し、衛星についての情報が地球に送られてきた。この観測では物理的特性のより明確な測定を行ったり、表面の 400 km 程度の地形を分解したりすることが出来た。パイオニア10号のガニメデへの接近距離は 446,250 km であった。
その後、1979年にボイジャー1号とボイジャー2号がガニメデを通過した。この時の観測でガニメデの正確な大きさが測定され、それまで大きいと思われていた土星の衛星タイタンよりもガニメデのほうが大きいことを明らかにした。この時の観測では溝の多い地形も発見されている。
1995年にはガリレオが木星を周回する軌道に入り、1996年から2000年の間にガニメデに6回近接フライバイを行って観測した。これらのフライバイは G1、G2、G7、G8、G28とG29と呼ばれている。G2 では最も近いフライバイが行われ、この時はガニメデ表面から 264 km の距離にまで接近した。1996年のG1フライバイの際にガニメデの磁場が発見され、2001年には地下海の発見が公表された。ガリレオは多数の分光画像を送信し、そのデータからガニメデの表面に氷以外のいくつかの物質が発見された。最も新しいガニメデの近接観測は冥王星へ向かう最中のニュー・ホライズンズによって行われ、2007年の木星フライバイの際にエウロパとガニメデの地形図作成と組成マッピングを行った。
2021年6月8日、木星探査機ジュノーが1038km以内へ接近しフライバイ探査を行った。

### 計画中のミッション
Europa Jupiter System Mission はNASAとESAの共同ミッションとして2020年の打ち上げが計画されていた探査ミッションであり、ガニメデを含む多くの木星の衛星を探査する計画とされた。2009年2月に ESA と NASA は EJSM の計画の優先度をタイタン・サターン・システム・ミッションより上に位置づけた。EJSM は NASA が主導するエウロパ周回機の Jupiter Europa Orbiter と、ESA が主導するガニメデ周回機の Jupiter Ganymede Orbiter からなり、日本のJAXAが主導する Jupiter Magnetospheric Orbiter (木星磁気圏オービター) が加わる可能性もあった。ESA が担当する部分は ESA の他の計画と資金的に競合していた。しかし2012年5月2日に ESA の主導する部分は JUICE と名前が変更されて独立し、ESA の Cosmic Vision 科学プログラムにおいて採用され、アリアン5ロケットによる2022年の打ち上げ枠を得ることとなった。JUICE はガニメデを周回する軌道に入り、またそれ以前にはカリストとエウロパを複数回フライバイして探査することが計画されている。

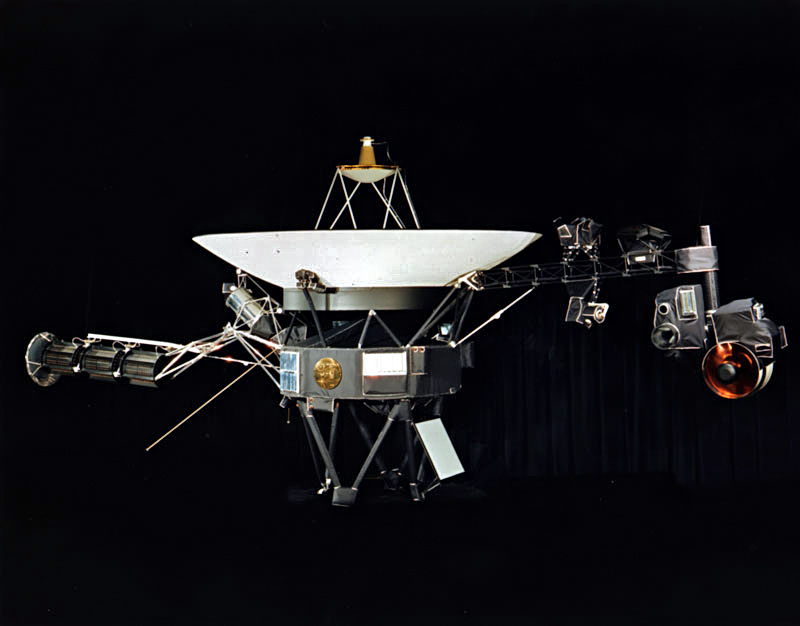
ボイジャーの機体。

ロシア宇宙科学研究所は現在、宇宙生物学を主眼においた「ガニメデ・ランダー」のミッション評価を行っている。ガニメデ・ランダーは JUICE との提携ミッションになるとされている。もしこの計画が採択された場合2024年の打ち上げが予定されているが、このスケジュールは JUICE に合わせて改定される可能性がある。
ジュノーの探査機を元にしたガニメデ周回機が、アメリカ合衆国の Planetary Science Decadal Survey の中で2010年に提案された。搭載する可能性のある機器は、中分解能のカメラ、フラックスゲート磁力計、可視光/近赤外の画像分光計、レーザー高度計、低/高エネルギープラズマパッケージ、イオンと中性粒子の質量分析計、紫外線画像分光計、電波とプラズマ波センサー、狭角カメラ、地下レーダーである。
その他に、計画されていたが中止になったミッションとして、Jupiter Icy Moons Orbiter がある。これもガニメデを周回する軌道に入ることが予定されていた探査ミッションである。この計画では探査機の動力源として、(原子力電池ではなく) 小型の原子炉を搭載し、推進にはイオンエンジンを用いることが予定されていた。そして過去の探査よりも遥かに詳細にガニメデを探査するとされていた。しかし2005年に予算が削除され、計画は中止となっている。その他の過去の計画には、Grandeur of Ganymede というものもあった。